# Pedro Proença
Pedro Proença Oliveira Alves Garcia (Lisboa, 3 de novembro de 1970) é um ex-árbitro de futebol português e atual presidente da Federação Portuguesa de Futebol.
Pedro Proença faz parte da Associação de Futebol de Lisboa. 
Diretor financeiro de profissão, apita futebol internacional desde 2003 e com as nomeações para a final da Liga dos Campeões da UEFA de 2011-12 e o Campeonato Europeu de Futebol de 2012, torna-se num dos árbitros portugueses com melhor currículo.
Foi um árbitro de categoria internacional, estando colocado na categoria de Elite da UEFA para a época de 2012/2013.

## Carreira
Proença arbitrou, a 19 de maio de 2012, a final da Liga dos Campeões da UEFA de 2011-12 entre o Bayern Munich e o Chelsea FC, tendo ganho o Chelsea, nas grandes penalidades. Ao entrar no relvado do Allianz Arena, realizou o seu 16º encontro da UEFA Champions League. 
Foi uma carreira em ascensão desde que, em 2004, apitou a final do Campeonato da Europa de Sub-19 e foi promovido à elite da UEFA no início da temporada 2009/10.
Participou no Euro 2012, tendo tido como árbitros assistentes Bertino Miranda e Ricardo Santos e como árbitros de baliza Duarte Gomes e Jorge Sousa.
Dirigiu quatro jogos, dois deles na fase de grupos entre eles o Espanha vs Irlanda e o Suécia vs França. Apitou ainda o Inglaterra vs Itália para os quartos-de-final e terminou a sua participação apitando a final entre a Espanha e a Itália.
A 22 de janeiro de 2015, Proença anunciou que se retirava da carreira de arbitragem.
No dia 3 de julho de 2015 foi eleito para o Comité de Arbitragem da UEFA.
No dia 28 de julho de 2015 foi eleito como novo e 9.º Presidente da Liga Portuguesa de Futebol Profissional, tomando posse a 30 de julho de 2015 e até junho de 2019.